# Masae Ueno
Pour les articles homonymes, voir Ueno (homonymie).
Masae Ueno (née le 17 janvier 1979) est une judokate japonaise. Elle est double championne olympique (Jeux olympiques de 2004 et Jeux olympiques de 2008). Elle est également double championne du monde dans la catégorie des poids moyen (-70 kg). Sa sœur, Yoshie Ueno, de quatre ans sa cadette, est également judokate de haut niveau.

## Palmarès

### Jeux olympiques
- Jeux olympiques de 2004 à Athènes (Grèce) :
  -  Médaille d'or dans la catégorie des poids moyen (-70 kg).
- Jeux olympiques de 2008 à Pékin (Chine) :
  -  Médaille d'or dans la catégorie des poids moyen (-70 kg).

### Championnats du monde
- Championnats du monde 2001 à Munich (Allemagne) :
  -  Médaille d'or dans la catégorie des poids moyen (-70 kg).
- Championnats du monde 2003 à Osaka (Japon) :
  -  Médaille d'or dans la catégorie des poids moyen (-70 kg).

### Divers
- 3 podiums dont 2 victoires au Tournoi de Paris.